# Кант (елемент одягу)

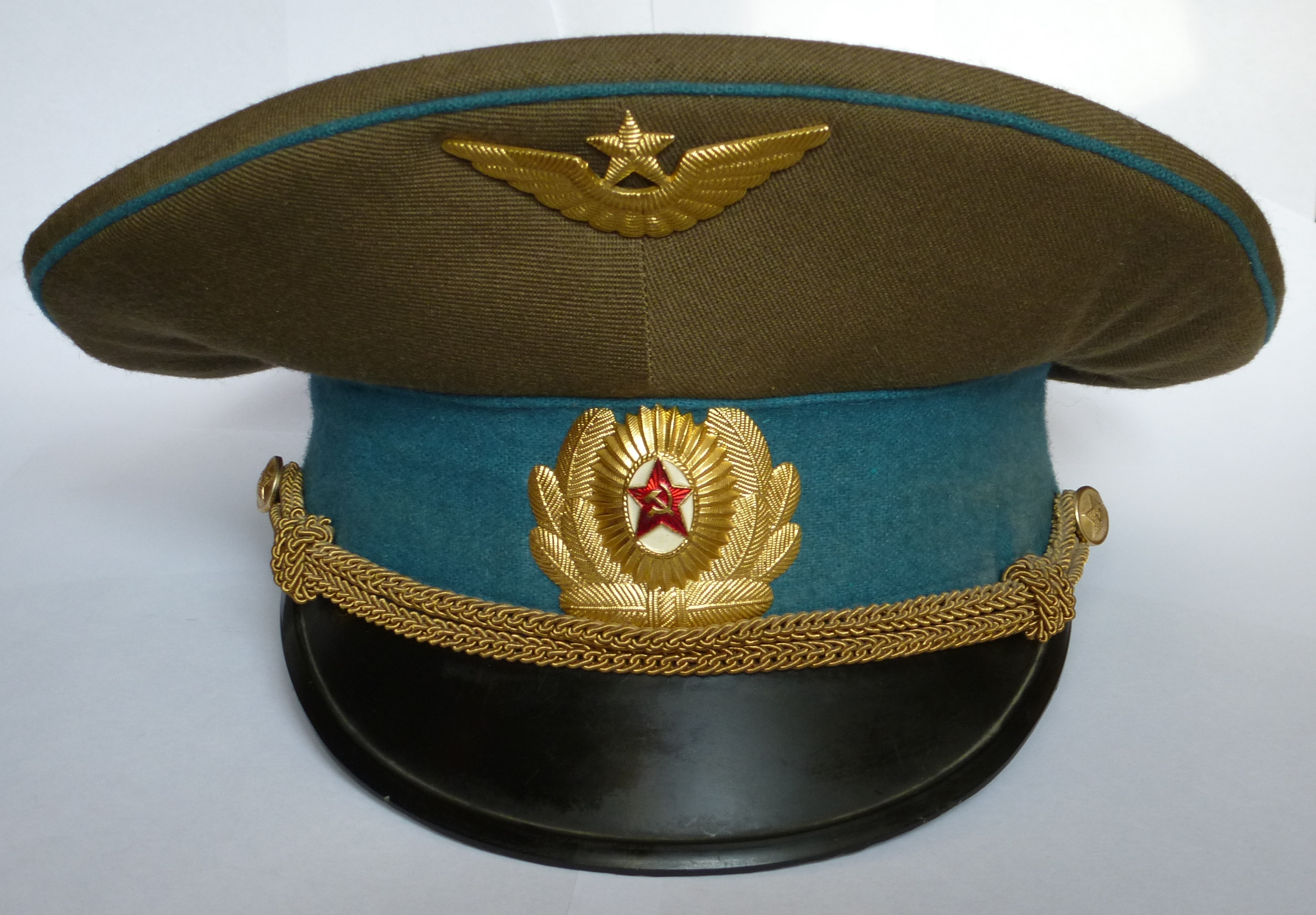
Офіцерський кашкет ВПС та ПДВ ЗС СРСР. На рід військ вказує блакитний кант, притаманний цим родам військ

Кант (нім. Kante, «край, грань») — елемент одягу у вигляді кольорового шнурка або вузької смужки кольорової матерії по краях або по швах одягу. У цьому значенні також вживається слово про́шва, зокрема, так називається смужка мережива або вишитої тканини, вшита у виріб.
Зазвичай використовується в уніформі й розташовується на штанях, кашкетах, петлицях і погонах.